# Que monstro te mordeu?
Que monstro te mordeu? (en español: ¿Qué monstruo te mordió?) es un programa de televisión brasileño infantil creado por Cao Hamburger (creador de Castillo Rá-Tim-Bum) junto con Teodoro Poppovic. Su primera emisión fue el 10 de noviembre de 2014 por el canal TV Cultura de Brasil. En agosto de 2015, comenzó transmitirse a través del canal de tv paga Discovery Kids.

## Argumento
Cada vez que un niño dibuja un monstruo, este cobra vida en un lugar muy especial: El Monstruoso mundo de los Monstruos. Es en este lugar donde Lali (Daphne Bozaski) y sus amigos vivirán sus aventuras.